# صمد ملازال
صمد ملازال یک تیرانداز اهل ایران بوده است است.
وی در بازی‌های المپیک تابستانی ۱۹۴۸ در ماده تفنگ سه وضعیت ۳۰۰ متر در رده ۳۴ و در ماده تفنگ خفیف خوابیده ۵۰ متر در رده ۷۱ رده‌بندی مسابقات قرار گرفت.